# سعادت علي خان الثاني
يَمِيْنُ الدَّوْلَةِ سَعَادَت عَلِي خَان الثَّانِي بَهَادُر (بالأردية: یمین‌ الدولہ سعادت علی خان دوم بہادر، وبالفارسية: يمين‌الدوله سعادت علی خان دوم بهادر) (1752م – 11 يوليو 1814م) الشهير اختصارًا بِـ«سعادت علي خان الثاني» والمُلقب بِـ«يمين الدولة» هو سادس نواب دولة أوده الهندية، وقد حكم بلاد آبائه من سنة 1798م إلى سنة 1814م، والده هو النواب والوزير الأعظم شجاع الدولة، وأخوه هو النواب آصف الدولة.

## حياته
ولد يمين الدولة سعادت علي خان الثاني حوالي عام 1752 ميلادية. وهو الابن الثاني لشجاع الدولة نواب أوده والحاكم الثالث. كانت والدته نواب محل صهيبة. حاكم روبيل كهند. بعد مشاجرته مع أخيه الأكبر آصف الدولة وهو نواب أوده اللاحق لأبيهما، استقر يمين الدولة سعادت علي خان الثاني في بيناريس.

## تتويجه
في كانون الثاني 1798 أزاح البريطانيون عسكريًا نواب أوده وزير علي خان من السلطة بحجة أنه لم يكن الابن الحقيقي لوالده، ونصبوا عمه يمين الدولة على العرش الشاغر لدولة أوده، الذي تقلد اسمه الملكي سعادت علي خان الثاني.
بتاريخ 21 كانون الثاني 1798 ميلادية، توج الحاكم العام للهند السير جون شور يمين الدولة سعادت علي خان الثاني بهادر في قصر بيبيابور في العاصمة لكنهؤ حاكمًا على أوده.

## حكمه
بعد فترة وجيزة من توليه العرش، أُجبِرَ نواب أوده سعادت علي خان الثاني على إبرام معاهدة غير متكافئة مع شركة الهند الشرقية البريطانية، والتنازل عن الله أباد وفتح غرة للبريطانيين. وفي عام 1801، أبرم نواب العود معاهدة ثانية مع شركة الهند الشرقية وسلموا روبيل كهند، وفاروقاباد ومينبوري وإيتاوه وكانبور، وفتح غرة والله آباد وأعظم غرة وبستى وغوراخبور إلى البريطانيين.
تم بناء معظم المباني الواقعة بين قيصر باغ وديلكوشة من قبل نواب أوده الجديد. كان لديه قصر يسمى ديلكوشا كوتي 1805.

## وفاته
توفي سعادت علي خان الثاني بهادر في 11 تموز 1814 ميلادية، في العاصمة لكهنؤ ودفن مع زوجته خورشيدزادي في قيصر باغ.